# 傀儡马戏团角色列表
傀儡馬戲團角色列表為藤田和日郎的少年漫画作品《傀儡馬戲團》中登場人物的介绍。配音員名字後面沒有括號即電視動畫版。

## 角色關係圖
|        |        |        |        |          |        |      |      | 白家 | 白家 | 白家 | 白家 | 白家                | 白家                |                     |                     |                                 |                                 |                                 |                                 | 法蘭西奴 的父親                 | 法蘭西奴 的父親                 | 法蘭西奴 的父親 | 法蘭西奴 的父親 | 法蘭西奴 的父親 | 法蘭西奴 的父親 |          |          |              |              |              |              | 法蘭西奴 的母親 | 法蘭西奴 的母親 | 法蘭西奴 的母親 | 法蘭西奴 的母親 | 法蘭西奴 的母親 | 法蘭西奴 的母親 |        |        |                 |                 |                 |                 |                 |                 |  |  |  |  |                   |                   |                   |                   |                   |                   |  |  |  |  |
|        |        |        |        |          |        |      |      | 白家 | 白家 | 白家 | 白家 | 白家                | 白家                |                     |                     |                                 |                                 |                                 |                                 | 法蘭西奴 的父親                 | 法蘭西奴 的父親                 | 法蘭西奴 的父親 | 法蘭西奴 的父親 | 法蘭西奴 的父親 | 法蘭西奴 的父親 |          |          |              |              |              |              | 法蘭西奴 的母親 | 法蘭西奴 的母親 | 法蘭西奴 的母親 | 法蘭西奴 的母親 | 法蘭西奴 的母親 | 法蘭西奴 的母親 |        |        |                 |                 |                 |                 |                 |                 |  |  |  |  |                   |                   |                   |                   |                   |                   |  |  |  |  |
|        |        |        |        |          |        |      |      |      |      |      |      |                     |                     |                     |                     |                                 |                                 |                                 |                                 |                                 |                                 |                 |                 |                 |                 |          |          |              |              |              |              |                 |                 |                 |                 |                 |                 |        |        |                 |                 |                 |                 |                 |                 |  |  |  |  |                   |                   |                   |                   |                   |                   |  |  |  |  |
|        |        |        |        |          |        |      |      |      |      |      |      |                     |                     |                     |                     |                                 |                                 |                                 |                                 |                                 |                                 |                 |                 |                 |                 |          |          |              |              |              |              |                 |                 |                 |                 |                 |                 |        |        |                 |                 |                 |                 |                 |                 |  |  |  |  |                   |                   |                   |                   |                   |                   |  |  |  |  |
|        |        |        |        | 白金     | 白金   | 白金 | 白金 | 白金 | 白金 |      |      | 白銀                | 白銀                | 白銀                | 白銀                | 白銀                            | 白銀                            |                                 |                                 | 法蘭西奴                        | 法蘭西奴                        | 法蘭西奴        | 法蘭西奴        | 法蘭西奴        | 法蘭西奴        |          |          |              |              |              |              | 露西爾的母親    | 露西爾的母親    | 露西爾的母親    | 露西爾的母親    | 露西爾的母親    | 露西爾的母親    |        |        | 露西爾的父親    | 露西爾的父親    | 露西爾的父親    | 露西爾的父親    | 露西爾的父親    | 露西爾的父親    |  |  |  |  |                   |                   |                   |                   |                   |                   |  |  |  |  |
|        |        |        |        | 白金     | 白金   | 白金 | 白金 | 白金 | 白金 |      |      | 白銀                | 白銀                | 白銀                | 白銀                | 白銀                            | 白銀                            |                                 |                                 | 法蘭西奴                        | 法蘭西奴                        | 法蘭西奴        | 法蘭西奴        | 法蘭西奴        | 法蘭西奴        |          |          |              |              |              |              | 露西爾的母親    | 露西爾的母親    | 露西爾的母親    | 露西爾的母親    | 露西爾的母親    | 露西爾的母親    |        |        | 露西爾的父親    | 露西爾的父親    | 露西爾的父親    | 露西爾的父親    | 露西爾的父親    | 露西爾的父親    |  |  |  |  |                   |                   |                   |                   |                   |                   |  |  |  |  |
|        |        |        |        |          |        |      |      |      |      |      |      |                     |                     |                     |                     |                                 |                                 |                                 |                                 |                                 |                                 |                 |                 |                 |                 |          |          |              |              |              |              |                 |                 |                 |                 |                 |                 |        |        |                 |                 |                 |                 |                 |                 |  |  |  |  |                   |                   |                   |                   |                   |                   |  |  |  |  |
|        |        |        |        |          |        |      |      |      |      |      |      |                     |                     |                     |                     |                                 |                                 |                                 |                                 |                                 |                                 |                 |                 |                 |                 |          |          | 露西爾的丈夫 | 露西爾的丈夫 | 露西爾的丈夫 | 露西爾的丈夫 | 露西爾的丈夫    | 露西爾的丈夫    |                 |                 | 露西爾          | 露西爾          | 露西爾 | 露西爾 | 露西爾          | 露西爾          |                 |                 |                 |                 |  |  |  |  |                   |                   |                   |                   |                   |                   |  |  |  |  |
|        |        |        |        |          |        |      |      |      |      |      |      |                     |                     |                     |                     |                                 |                                 |                                 |                                 |                                 |                                 |                 |                 |                 |                 |          |          | 露西爾的丈夫 | 露西爾的丈夫 | 露西爾的丈夫 | 露西爾的丈夫 | 露西爾的丈夫    | 露西爾的丈夫    |                 |                 | 露西爾          | 露西爾          | 露西爾 | 露西爾 | 露西爾          | 露西爾          |                 |                 |                 |                 |  |  |  |  |                   |                   |                   |                   |                   |                   |  |  |  |  |
|        |        |        |        | （轉送） |        |      |      |      |      |      |      |                     |                     |                     |                     |                                 |                                 |                                 |                                 |                                 |                                 |                 |                 |                 |                 |          |          |              |              |              |              |                 |                 |                 |                 |                 |                 |        |        |                 |                 |                 |                 |                 |                 |  |  |  |  |                   |                   |                   |                   |                   |                   |  |  |  |  |
|        |        |        |        |          |        |      |      |      |      |      |      |                     |                     |                     |                     |                                 |                                 |                                 |                                 |                                 |                                 |                 |                 |                 |                 |          |          |              |              |              |              |                 |                 |                 |                 |                 |                 |        |        |                 |                 |                 |                 |                 |                 |  |  |  |  |                   |                   |                   |                   |                   |                   |  |  |  |  |
|        |        |        |        |          |        |      |      |      |      |      |      |                     |                     |                     |                     |                                 |                                 |                                 |                                 |                                 |                                 |                 |                 | 才賀正二        | 才賀正二        | 才賀正二 | 才賀正二 | 才賀正二     | 才賀正二     |              |              | 安潔莉娜        | 安潔莉娜        | 安潔莉娜        | 安潔莉娜        | 安潔莉娜        | 安潔莉娜        |        |        | 安潔莉娜 的弟弟 | 安潔莉娜 的弟弟 | 安潔莉娜 的弟弟 | 安潔莉娜 的弟弟 | 安潔莉娜 的弟弟 | 安潔莉娜 的弟弟 |  |  |  |  |                   |                   |                   |                   |                   |                   |  |  |  |  |
|        |        |        |        |          |        |      |      |      |      |      |      |                     |                     |                     |                     |                                 |                                 |                                 |                                 |                                 |                                 |                 |                 | 才賀正二        | 才賀正二        | 才賀正二 | 才賀正二 | 才賀正二     | 才賀正二     |              |              | 安潔莉娜        | 安潔莉娜        | 安潔莉娜        | 安潔莉娜        | 安潔莉娜        | 安潔莉娜        |        |        | 安潔莉娜 的弟弟 | 安潔莉娜 的弟弟 | 安潔莉娜 的弟弟 | 安潔莉娜 的弟弟 | 安潔莉娜 的弟弟 | 安潔莉娜 的弟弟 |  |  |  |  |                   |                   |                   |                   |                   |                   |  |  |  |  |
|        |        |        |        |          |        |      |      |      |      |      |      |                     |                     |                     |                     |                                 |                                 |                                 |                                 |                                 |                                 |                 |                 |                 |                 |          |          |              |              |              |              |                 |                 |                 |                 |                 |                 |        |        |                 |                 |                 |                 |                 |                 |  |  |  |  |                   |                   |                   |                   |                   |                   |  |  |  |  |
|        |        |        |        |          |        |      |      |      |      |      |      |                     |                     |                     |                     |                                 |                                 |                                 |                                 |                                 |                                 |                 |                 |                 |                 |          |          |              |              |              |              |                 |                 |                 |                 |                 |                 |        |        |                 |                 |                 |                 |                 |                 |  |  |  |  |                   |                   |                   |                   |                   |                   |  |  |  |  |
| 梁劍峰 | 梁劍峰 | 梁劍峰 | 梁劍峰 | 梁劍峰   | 梁劍峰 |      |      | 正室 | 正室 | 正室 | 正室 | 正室                | 正室                |                     |                     | 汀‧麥斯特 貞義（養子） 無臉司令 | 汀‧麥斯特 貞義（養子） 無臉司令 | 汀‧麥斯特 貞義（養子） 無臉司令 | 汀‧麥斯特 貞義（養子） 無臉司令 | 汀‧麥斯特 貞義（養子） 無臉司令 | 汀‧麥斯特 貞義（養子） 無臉司令 |                 |                 | 情婦            | 情婦            | 情婦     | 情婦     | 情婦         | 情婦         |              |              | 才賀愛蕾諾      | 才賀愛蕾諾      | 才賀愛蕾諾      | 才賀愛蕾諾      | 才賀愛蕾諾      | 才賀愛蕾諾      |        |        | 加藤鳴海        | 加藤鳴海        | 加藤鳴海        | 加藤鳴海        | 加藤鳴海        | 加藤鳴海        |  |  |  |  | 才賀善治 （養子） | 才賀善治 （養子） | 才賀善治 （養子） | 才賀善治 （養子） | 才賀善治 （養子） | 才賀善治 （養子） |  |  |  |  |
| 梁劍峰 | 梁劍峰 | 梁劍峰 | 梁劍峰 | 梁劍峰   | 梁劍峰 |      |      | 正室 | 正室 | 正室 | 正室 | 正室                | 正室                |                     |                     | 汀‧麥斯特 貞義（養子） 無臉司令 | 汀‧麥斯特 貞義（養子） 無臉司令 | 汀‧麥斯特 貞義（養子） 無臉司令 | 汀‧麥斯特 貞義（養子） 無臉司令 | 汀‧麥斯特 貞義（養子） 無臉司令 | 汀‧麥斯特 貞義（養子） 無臉司令 |                 |                 | 情婦            | 情婦            | 情婦     | 情婦     | 情婦         | 情婦         |              |              | 才賀愛蕾諾      | 才賀愛蕾諾      | 才賀愛蕾諾      | 才賀愛蕾諾      | 才賀愛蕾諾      | 才賀愛蕾諾      |        |        | 加藤鳴海        | 加藤鳴海        | 加藤鳴海        | 加藤鳴海        | 加藤鳴海        | 加藤鳴海        |  |  |  |  | 才賀善治 （養子） | 才賀善治 （養子） | 才賀善治 （養子） | 才賀善治 （養子） | 才賀善治 （養子） | 才賀善治 （養子） |  |  |  |  |
|        |        |        |        |          |        |      |      |      |      |      |      |                     |                     |                     |                     |                                 |                                 |                                 |                                 |                                 |                                 |                 |                 |                 |                 |          |          |              |              |              |              |                 |                 |                 |                 |                 |                 |        |        |                 |                 |                 |                 |                 |                 |  |  |  |  |                   |                   |                   |                   |                   |                   |  |  |  |  |
|        |        |        |        |          |        |      |      |      |      |      |      |                     |                     |                     |                     |                                 |                                 |                                 |                                 |                                 |                                 |                 |                 |                 |                 |          |          |              |              |              |              |                 |                 |                 |                 |                 |                 |        |        |                 |                 |                 |                 |                 |                 |  |  |  |  |                   |                   |                   |                   |                   |                   |  |  |  |  |
| 梁明霞 | 梁明霞 | 梁明霞 | 梁明霞 | 梁明霞   | 梁明霞 |      |      |      |      |      |      | 小勝的兄姊 （養子） | 小勝的兄姊 （養子） | 小勝的兄姊 （養子） | 小勝的兄姊 （養子） | 小勝的兄姊 （養子）             | 小勝的兄姊 （養子）             |                                 |                                 | 才賀勝 （養子）                 | 才賀勝 （養子）                 | 才賀勝 （養子） | 才賀勝 （養子） | 才賀勝 （養子） | 才賀勝 （養子） |          |          |              |              |              |              |                 |                 |                 |                 |                 |                 |        |        |                 |                 |                 |                 |                 |                 |  |  |  |  |                   |                   |                   |                   |                   |                   |  |  |  |  |

## 主角
才賀勝（聲：植田千尋 （日本，电视动画）郁可唯（中国）
```
. MANTANWEB. 株式會社MANTAN. 2017-03-14 
 
[
2018-03-14
]
. （原始内容
存档
于2018-06-25） 
（日语）
.
 
</ref>
[
1
]
）
```

1989年生，才賀家族的遺產繼承人。在故事初期的他，精神層面上是個典型的11歲孩童，面對發生自己的殘酷遭遇，他經常嚎啕大哭或落荒而逃，但隨著故事的進展，小勝有了極大幅度的成長，他變得十分強悍，但依舊保持著同理心和善良的特質。他是無臉司令計畫中最重要的部分，是無臉司令为了找到新的身体，在特别教育班级中挑选出来的少年，两人并无血缘关系。小勝在得知自己的存在意义和秘密，以及以「白银」和无脸司令为中心的所有真相。由于记忆遭到转送，获得了无脸司令的部分技术，再加上喝过溶解了才贺正二记忆和经验的生命之水，学得了正二擅长的剑术，操纵着贞义遗留下来的三具傀儡，发挥出匹敌午夜马戏团干部的实力。知道了全部的因缘和宿命，继承了正二记忆，再加上保护爱蕾诺的想法，使得小胜决心以自己的意志战斗下去。在战斗的过程中虽然再次被无脸司令转送了记忆和人格，可是凭着自我的意志和体内残留的爱蕾诺血液（包含生命之水），将体内的无脸司令人格消灭。故事完结后跟鸣海一样走遍全世界，而继承的庞大遗产也全部捐出去了。
有着过目不忘的记忆力，能够把看过一次的动作完美再现出来，即使是傀儡的操纵方法也同样，之后修炼得更加完美。主要使用的悬丝傀儡是杰克南瓜怪。
加藤鳴海（聲：小山力也（日本，电视动画）翟巍（中国））
中国武术（形意拳）高手，明快坦率的热血男儿，ZONAPHA病患者。19岁。鳴海在童年時十分懦弱，直到他的母親懷孕、鳴海意識到即將成為哥哥的自己不能再如此懦弱，便開始習武，雖然他未出世的弟妹因流產而死，但他並未停止鍛鍊，而他也因此特別重視孩童，完全無法忍受有孩童受苦受難。他偶然幫助了小勝，並在救出遭綁架的小勝時断下左臂，丧失了成为ZONAPHA症患者回到日本至失去左臂时的记忆，及后被奇所救，喝下了生命之水成为「白银」，并装上「丑角」的手臂作为义肢，自此为了饱受ZONAPHA症折磨的人跟自动傀儡展开激烈的战斗。他能灌注氣到自動傀儡裡摧毀自動傀儡。
在首次造访放射线传染病研究所时，目睹孩子们受ZONAPHA症折磨后，对自动傀儡的憎恨达到了顶点。愤怒造就了压倒性的力量，即使受到连「白银」也无法动弹的伤害也毫不退缩，打倒帕尔曼一伙，成了自动傀儡眼中的「恶魔」。其后接过露西尔手上的白银面具，即使成为「恶魔」也在所不惜。即使成了「白银」，其火爆性格依然没有改变。露西尔推测他喝下的克罗格村井底最后的生命之水，应该溶解了白银最浓厚的记忆。或者正因如此，鸣海一来到白银、白金在中国的故乡，就受到白银的记忆支配，并体验着其记忆，获知跟故事有关的重大事实。
在「白银」跟自动傀儡的最终决战时，对其他「白银」的冷酷无情感到气愤，也更加贯彻自己的生存方式。而鸣海的言行也给其他「白银」的想法带来了重大的影响。最终决战时受了重伤，失去了右臂和双脚，在德亚和罗肯菲尔特治疗下保住一命，并通过移植同伴的悬丝傀儡部件而复活。身体变得跟白银O类似。胡提议用人工筋肉与之交换，但由于鸣海想要留着死去同伴的羁绊，所以只是调整了肢体尺寸。
之后根据胡的推测，深信爱蕾诺是法兰西奴傀儡的转生，并因此憎恨着她。故此明明爱着爱蕾诺却在重遇后一直冷漠以对，在最终章中受到小胜的斥责，也决心为自己的感情来个决断，最后跟爱蕾诺表白。故事完结后和爱蕾诺一起走遍全世界进行马戏演出。而左臂由于小胜要阿紫花进行冷冻保存，得以重回身上。
才賀愛蕾諾（聲：林原惠／橫山智佐（Sunday CM剧场）） （日本，电视动画）范冰冰 （中国）
1910年生於法國，從小體內就被埋放柔石，並為了避難而被送往露西爾那裡學習傀儡術。她原本該按照正二的計畫，在日本進行簡單的任務，並與正二一起過和平的生活，但卻遭到易容成正二的貞義洗腦，變成沒有笑容的「傀儡」，並在貞義的洗腦下保護小勝。她操控懸絲傀儡「丑角」，並被小勝、鳴海等人稱為「白銀」。她長期待在馬戲團生活，擅長各種雜技表演，尤其是軟骨功和拋接。她在故事初期顯得冷漠無情，緊閉心扉且不會笑，但在遇到鳴海後逐漸有了感情，她在最終戰中與鳴海互相傾訴愛意，首次露出笑容。
喝了溶有法兰西奴傀儡和法兰西奴（人类）头发的生命之水，故此拥有两者的部分记忆。可是亦因而在重遇鸣海后，被他认为是法兰西奴傀儡的转生。再加上自动傀儡庞泰洛和阿尔莱奇在身边服侍、无脸司令在全世界散发ZONAPHA症的目的在于她等原因，而在罗恩休丹大公国被残存的人们冷待，但即使如此，依然每晚在净水设施的水里加入大量溶有生命之水的自己的血液。在跟赫雷昆战斗后，接受鸣海的告白，这时第一次露出了发自内心的笑容。
最終決戰中，愛蕾諾的歌是拯救人類的關鍵，傳播的歌聲使全世界都聽到後使ZONAPHA症的病原蟲的改變模式，由製造疾病變為治癒患者。其中最後的歌詞“Tout finit par des chansons.（所有的一切以歌聲結束。）”，出自博馬舍的經典語錄（摘自《費加羅的婚禮》）。
故事完结后和加藤鸣海一起走遍全世界进行马戏演出。

## 「白銀」
總數約三萬人，所有人都是銀髮銀瞳，除了少數特例，都是Zonapha病的患者。患者在喝下生命之水後，會受到煉金術師白銀的意志支配，以消滅自動傀儡為使命，可謂被使命控制的傀儡。白銀每5年才會老1歲。這些人在沙漠決戰中全軍覆沒，僅剩下沒參戰的奇、成功逃脫的鳴海及和無臉司令會合的白銀犬。
奇·克里斯多佛·雷修（聲：佐佐木望）
1886年生，12歲時罹患Zonapha病後被親生父母拋棄，在14歲時成為白銀，操控的傀儡名為「奧林匹雅」，在執行首次任務時，為了保護愛蕾諾，獨自破壞超過兩百具自動傀儡。1909年，他奉命到日本取出安潔莉娜體內的柔石，戰敗後他感受到安潔莉娜的母愛，將她視為母親。他是接生愛蕾諾的人，為了保護她而獨自摧毀兩百具自動傀儡，之後他成為愛蕾諾的老師，帶她學習知識。他表面上冷酷，但却拥有「像蓝色火焰一样静静燃烧」的愤怒和热血之心，他還有戀母情結。最後他為了保護載運哈利的列車，獨自解決將近三千個自動傀儡並戰死。
法娣瑪（聲：佐倉綾音）
以撒哈拉为中心活动的女「白银」。在撒哈拉的最终决战中担任特别参谋，并且参加了选拔组。羡慕同样身为「白银」却结婚了的安杰莉娜，对传言中的「白银」鸣海很感兴趣，跟明霞打听他的事，实际上已经爱上了他。为了帮鸣海争取手术时间，操纵古利摩迪只身对付法兰西奴傀儡、庞泰洛和阿尔莱奇。为了守护爱人而奋战，连庞泰洛也对其产生了些许敬意，然而寡不敌众，在被杀前被鸣海所救。不过已经受了致命伤，不想让鸣海看到自己的死状让他快走，就这样跟不能告诉她并没有破坏法兰西奴傀儡而陷入痛苦中的鸣海告别，粉碎而逝。
愛德華·道爾
以挪威为中心活动的「白银」。斯堪的纳维亚的维京末裔，身为「白银」却意外地有激烈的感情。在「白银」中有着破格的攻击力，操纵悬丝傀儡「史雷普尼尔」战斗，也会赤手空拳攻击自动傀儡，有充满力量感的战斗方式。在最后的激战中，知道自己已经身负致命伤，将剩下的「生命之水」血液输给鸣海，为了守护他拉上十几具自动傀儡自爆而死。自己的孩子过去被自动傀儡所杀。
汀巴巴狄（聲：藤原貴弘）
以非洲肯尼亚为中心活动的「白银」。虽然一副绅士模样却有着跟道尔匹敌的臂力。初遇鸣海时跟他很合不来，说出「强的一方就是对的」，跟他比掰手腕，输了后以此为契机跟鸣海合计。不过之后鸣海质疑他放水，虽然被否认，然而也可能是在比赛途中的对话听到鸣海的信条，内心有所撼动。为了守护鸣海的手术跟可萝碧战斗得不分胜负。临终时把曼巴蛇托付给鸣海。
史帝夫·羅肯菲爾特（聲：小上裕通）
拥有家庭的「白银」。在英国的牛津大学任教。为了守护妻子和她的孩子艾尔、瑞奇参加了最终决战。
跟同是医生的朋友修瓦兹·德亚是好友，共同治疗濒死的加藤鸣海。
最终决战的最后希望鸣海能去观看瑞奇的学艺会演的戏，强行把他塞进逃走的火箭舱，以自己的性命为代价，拯救了鸣海和明霞。他从鸣海的表情上看出真正的法兰西奴傀儡并没有被打倒，但依然这么做了。
修瓦茲·德亞（聲：江川大輔）
在德国开医院的「白银」。跟罗肯菲尔特是70年的老友。居住的村子被自动傀儡散播的ZONAPHA症污染时，觉得在痛苦的村民中走过的法兰西奴傀儡「好美」，为了抹杀这样的自己而跟自动傀儡战斗。在「白银」中算是感情比较丰富。临终前为鸣海动完缝合手术，把剩余部分托付给罗肯菲尔特后就死去了。
戴米特里·伊瓦諾夫
以俄罗斯为中心活动的「白银」。还是人类时是在罗曼诺夫王朝担任贵族护卫的青年将校，在革命的紧急时刻没能及时前往营救，没能保护住自己应保护的人。对此感到后悔，为求一死而战斗，被鸣海打动后为了保护他而死。
白銀犬
白金为了验证生命之水的复制效果，用来作实验的狗。本作中唯一的非人类「白银」。由于喝了溶有白金头发的生命之水，成了拥有白金记忆和意志的「白银」。之后一直守护着露西尔、鸣海前往的白金制生命之水涌泉。狗的嗅觉本来就已经很发达，成为「白银」后靠着中国小子和庞泰洛的气味，得知午夜马戏团的帐篷位置。「白银」对自动傀儡的最终战人员选拔时，咬着露西尔的裙摆，让她把自己加进去。跟无脸司令会合后经常跟在他身边，露西尔对此也觉得很奇怪。
最终战后不知所终，在揭露无脸司令是幕后黑手时才看到其身影，之后一同上了太空站。在小胜跟无脸司令的战斗中，对自己的存在感到迷惑，挡住无脸司令对小胜的攻击而死。

### 白銀O
以「白银」为基础，进行人工的身体强化、调整的改造型「白银」。特征是银色的眼球，并没有瞳孔。比起纯粹的「白银」，在身体方面有着众多优点。而相反的，缺乏考虑他人的协调性，在人格方面也有众多问题。在撒哈拉決戰後，除了成功逃脫的喬治，以及早就被改造成O的人以外都全軍覆沒。
喬治·拉羅修（聲：濱田賢二）
被派遣到美国伊利诺伊州的放射线传染病研究所，跟与午夜马戏团接触过的孩子打听消息的白银O。操纵特殊合金所制的「神秘之球」战斗。
在打听消息的过程中，对孩子们用了过分的手段而引起了鸣海的愤怒。之后败在帕尔曼手下，故此被无脸司令排除在撒哈拉沙漠最终决战的战力，要其前往黑贺村拿傀儡，并在中途参加最终决战。但是亦因此而活了下来。
要造访黑贺村的时候，跟带路的阿紫花说了句「阿紫花，你日子过得很无趣吧？」而把后者卷入「白银」跟自动傀儡的战争中。后来保护研究所的孩子时，心境产生变化，为他们弹起了钢琴，与法安同乐。在跟卡尔·休那吉战斗前，和孩子们约好下次还要弹钢琴，在得到前所未有的感情下前往战斗，在超越界限的死斗中打败休那吉，於彌留之際無意識的在空中彈奏著，也無法意識到自己的那份「睡意」其實就是死亡的前兆，最終在帶著遺憾的狀態下去世。
虽然跟阿紫花关系紧张，可是也看得出两人很要好。

### 最早的「白銀」
自动傀儡诞生之地克罗格村中，喝了生命之水的生还者。身为世上最早的「白银」，全员都在200岁以上。作品中依然存活的有露西尔、玛丽、妲妮雅、米歇尔、伊欧娜（艾梅朵拉）、胡、孟法冈和卡斯特8人，以及以奈亞．絲蒂爾為首的大部分"O"成員。而在「白银」跟自动傀儡的最终决战后，只剩下胡、伊欧娜和"O"的成員还活着。故事結束時僅剩胡一個。
露西爾·貝奴伊攸（聲：朴璐美）
1789年出生於克羅格村，原本是普通農婦，在克羅格村滅村事件中感染Zonapha病，六年後被白銀用生命之水救治，成為第一個「白銀」，兩百年來持續對抗自動傀儡，擅長各式冷熱兵器和懸絲傀儡，在全世界有廣大人脈，受到所有白銀敬重。
为了达到目的会舍弃人类的感情，但也并非彻底无情。因为活得太久，所以没什么感情起伏。然而她本身就是个温柔的母亲，为了女儿安杰莉娜的幸福，强行把她从前线撤走。
为了救出妲妮雅而追踪弗莱欧，在妲妮雅制造的空隙中袭击弗莱欧，不过反而被它攻击，幸好被鸣海所救。之后跟奇、鸣海一起进行环球之旅。
旅行中渐渐觉得鸣海和明霞就像是自己的孩子，在最终决战的时候，为了不让明霞患上ZONAPHA症，强行要后者喝下她的血，虽然很拙劣，但是也看得出会担心他们。
在最终决战时，为自己长久的战斗之旅画下了句号。她所渴望的复仇，其实既非午夜马戏团也非法兰西奴傀儡，而是要将杀了她儿子的德托勒完全破坏。
才賀安傑莉娜（聲：林原惠）
露西爾的女兒，克羅格村滅村事件的受害者。在事件發生後，她的身體成為保存柔石的容器，1840年，她在露西爾的囑託下，遠走他方尋找自己的人生之道。她帶走一瓶生命之水後到了日本，兩年後遇見成瀨正二郎並結婚。在生下愛蕾諾後柔石轉移到愛蕾諾體內，兩個月後，遭到三百多具傀儡圍攻而身亡。
胡·克羅德·百羅（聲：中博史）
致力於研究和發明，成立了胡氏企業，擁有龐大的資產，是所有白銀的資金供應源。他自稱是「小丑」，在1909年開始使用名為蟲眼的小型監視系統觀察所有白銀與自動傀儡的對戰，以觀眾的身分觀察所有發展。雖然他在故事後期才正式登場，但他在故事最開始時就不斷以報幕者的身分，向讀者介紹故事。
米歇爾
一直都是担任议长。在最终决战时将进入帐篷的权利让给明霞，而自己在外面的战斗中身负重伤。对「白银」全军覆没感到绝望之时，看到乔治·拉罗修把露西尔的「傀儡」带来时才看到希望。最后为了保护阿紫花而被自动傀儡所杀。
伊歐娜／艾梅朵拉
最早的「白银」之一，然而在登场的时候已经不当「白银」了，以「艾梅朵拉」为名在午夜马戏团中担任占卜师。午夜马戏团崩塌后，继续到新生午夜马戏团中担当无脸司令操纵的惨剧的「观众」和旁观者，然而在太空的最终决战时，却从蒂玛迪娜的炸弹中保护了小胜。小胜问她理由为何，她答道「看着马戏团的秀，兴奋过头的笨观众，在落幕之前以为自己也是艺人，冲上了舞台」，微笑而逝。
瑪麗
跟露西尔、妲妮雅在还是人类时就已经好友。成为「白银」后，让奇成为同伴，也教导过爱蕾诺。弗莱欧袭击来的时候，和露西尔、妲妮雅一同迎击却败下阵来。临终时对赶来的奇说「我一直都很后悔，要是当初罹患ZONAPHA症时没有喝下生命之水就好了」。
妲妮雅
原本是克罗格村的女老师。弗莱欧袭击的时候，和露西尔一同迎击，之后为了让一起被囚禁的孩子和老师得救而牺牲了自己。

## 仲町馬戲團
原是日本著名的马戏团，不过因为发生团长的伤人事件而被迫解散。可是随着白银和琍婕等人的加入而逐渐复活。以巡回演出的方式持续活动。
仲町信夫（聲：江川央生）
仲町馬戲團團長，年輕時以吃石頭特技闖出一番名聲，他和妻子房江收留了紀之和浩男，在房江因演出意外身亡後兩年，信夫遇到山難，同行的乘客無一生還且屍體被山中野獸啃食，雖然信夫獲救，但傳出他是因吃人才得以生存的謠言，導致他被業界封殺，馬戲團瀕臨倒閉。他的脾氣暴躁，但也是馬戲團中的長者，經常負責制止混亂的場面。为了拯救陷入毁灭状态的世界，接受胡的委托作战。运送太空梭途中跟纪之、浩男两兄弟一起对抗追击的蜘蛛女，虽然身受重伤也成功完成任务。
故事完结后虽然退休了，不过在表演开始前还是会找纪之、浩男打气催促。
仲町紀之（聲：岩崎諒太）
可以爬到叠成七张的椅子上。
小时候被抛弃在公园里，房江发现后收为仲町的养子。对「妈妈」这个存在有着强烈的敬爱之情。
由于仲町马戏团的没落，经常要去其他马戏团打工。故事开始时还跟养父信夫一起差点当起了小偷。
一开始非常讨厌鸣海，不时引起剧烈冲突，不过随着鸣海渐渐回复感情而慢慢和好。
为了拯救陷入毁灭状态的世界，接受胡的委托作战。运送太空梭途中跟信夫、浩男一起对抗追击的蜘蛛女，虽然身受重伤也成功完成任务。
故事完结后跟随仲町信夫的足迹，成为仲町马戏团的团长。
仲町浩男（聲：石川界人）
擅长走钢索和弹簧垫。
小时候被抛弃在眺望台，房江发现后收为仲町的养子。对「妈妈」这个存在有着强烈的敬爱之情。
由于仲町马戏团的没落，经常要去其他马戏团打工。故事开始时还跟养父信夫一起差点当起了小偷。
为了拯救陷入毁灭状态的世界，接受胡的委托作战。运送太空梭途中跟信夫、纪之一起对抗追击的蜘蛛女，虽然身受重伤也成功完成任务。
故事完结后继续以仲町马戏团的成员身份活动。
塔蘭妲·琍婕羅堤·橘（聲：黑澤朋世）
仲町马戏团的驯兽师。德国人与日本人的混血儿。通称琍婕。原是美国的葛雷德隆马戏团团员，和双胞胎姐姐海伦一起组成「Sister琍婕罗堤」当驯兽师。为了杀掉害死姐姐的老虎「彼斯特」而带着狮子「朵拉姆」来到日本。一开始被冷酷无情看轻自己的姐姐的憎恨所束缚，不过小胜解开了这个心结，之后加入了仲町马戏团。她具有立刻讓一般動物聽從指令表演特技的能力「魔眼」。
亚玻伦活性化时，在黑贺村被自动傀儡的驯兽师道格尔·拉欧袭击，不过因为其操纵的幻兽是使用真正的动物脑袋，所以可以用魔眼操纵。为了救小胜，用会飞行的幻兽鹫狮带上凉子和平马远渡法国。在无脸司令的基地再次被道格尔·拉欧袭击，以为必死无疑之际想起了自己身为驯兽师的骄傲，使用被拉欧认为是失败作而关起来的幻兽，击败了他。
故事完结后在仲町马戏团里和朵拉姆Ⅱ世一起表演，坚强地等到着周游世界的小胜。
葳璐瑪·索恩（聲：井上麻里奈）
以擲飛刀為武器的美國殺手，受雇殺死小勝，落敗後打消了殺他的念頭，加入仲町馬戲團。她過去是馬戲團成員，弟弟吉姆（聲：小松昌平）罹患Zonapha病後，她為了掙錢而從是殺手工作，但弟弟仍不治身亡。她很憎恨散播Zonapha病的自動傀儡，在最終戰裡擊敗狂野的牛仔珍妮，同時摔下列車身亡。
生方法安
以前是仲町马戏团的道具师。在马戏团解散后跟仲町两人水火不容，不过被再度复活的马戏团团员们说服，再次当起了道具师。被称为「雷公老爹」。
亚玻伦活性化后远渡美国，虽然是个老人家但靠着多年的经验引导者明霞和乔治（英语达人）。其话语甚至还影响了四大元老的庞泰洛和阿尔莱奇。
故事完结后，在榻榻米上面往生了。
生方涼子
生方法安的孙女。在法安回到仲町马戏团的时候，一起跟过去了。
故事完结后加入到仲町马戏团，擅长走钢索。跟平马好像成为了恋人。随身携带有救命之恩的阿尔莱奇为自己所雕刻的小鸟。
三牛諸美
麥稈馬戲團團長，時時與仲町馬戲團作對，因挪用公款導致麥稈馬戲團解散，在窮困潦倒時因故協助仲町馬戲團演出，之後加入仲町馬戲團。被闪光灯吉米袭击的时候，为了保命而背叛人类，将秘密的重要消息泄漏给自动傀儡，然而在最后良心觉醒，用沾有白银血液的小刀刺向吉米。故事完结后虽然退休了，不过还是跟仲町信夫一起守护着仲町马戏团。
三牛直太
诸美的儿子。擅长杂耍。在麥稈馬戲團破產後跟父亲一起加入仲町马戏团。对来之前来到麦杆马戏团的白银一见钟情，展开狂热的攻势却完全不被当一回事。与父亲一起背叛人类，然而最后因为奇的话而良心觉醒，将装了丑角的皮箱扔给白银。
故事完结后继续以仲町马戏团的成员身份活动。
仲町房江（岡田惠）
仲町信夫的妻子。照顾被亲生母亲抛弃的纪之和浩男，被称为「空中飞人的房江姐」，是个了不起的艺人，可是由于带病还上场表演，结果从高處墜下過世。

## 才賀家族
才賀家族的第一代是才賀正二，他在江戶創立才賀機巧社，之後擴大成為國際集團，涉足时钟、家电、电脑、游戏业等產業。
才賀正二／成瀨正二郎（聲：田中正彥）
本名成瀨正二郎，1806年生於長崎。他從小學習劍道，在1816年遇見造訪日本的白銀，學習他的醫術和傀儡術，後來成為醫師。1842年，36歲的他在游廊遇见安杰莉娜，不过一开始双方都没有留下好印象。然而在卷入游廊的火灾时，对安杰莉娜的素颜一见钟情，看到其寂寞的笑容，在游廊老板和艺妓的拜托下，前去追赶逃走的安杰莉娜。在得知安杰莉娜的过去后，一言不发就喝下了生命之水成为「白银」，并跟安杰莉娜共谐连理。他也是黑賀村的創立者。
在妻子安杰莉娜怀上孩子后，法兰西奴傀儡找到正二要求破坏自己。对此感到迷惑的正二将法兰西奴傀儡变弱后，带她来到安杰莉娜所在的黑贺村，不可思议地，奇、法兰西奴傀儡和妻子、女儿共同生活。之后未能在自动傀儡手中保护妻女，不但失去了妻子，连女儿也成了「白银」。结果只好和奇一同上演妻子失踪、女儿死亡、爱蕾诺是奇发现的「白银」这种戏码。
将小时候的爱蕾诺托付给奇，然而之后发现在裘贝隆再会的爱蕾诺已经变了一个样，并感到背后的阴谋。于是跟奇追查黑贺村被袭的真相，并发现才贺贞义（汀·麦斯特＝无脸司令）是幕后黑手，然而后者抢先一步在黑贺村散播ZONAPHA症，为了拯救村民只能先放过贞义。
之后在高速公路上再次跟贞义展开死斗，拉他一起跳进硫酸池里，受到濒死的重伤，幸得黑贺村村民所救，但後來又遭貞義殺死，他交代遺言後死在小勝的懷中。
才賀善治（聲：大塚明夫）
打算取小胜性命的才贺家族成员。虽然是户籍上是小胜的叔叔、贞义的弟弟，但实际上是贞义为了掩饰其长生而收养的孤儿。才贺电器和才贺玩具的社长。企圖藉著將小勝收為養子，將遺產占為己有，計畫失敗後被小勝救出，因小勝需要棲身之處，仍成為他的養父，但因為精神失常，已不再抱有原先的企圖。

## 黑賀村
自古以来就以操纵傀儡为中心繁荣的村落。
阿紫花英良（聲：櫻井孝宏）
阿紫花家的养子，长男。养父收养了很多孤儿，所以兄弟姐妹全都没有血缘关系。
操纵傀儡的杀手。在故事初期跟爱蕾诺战斗的时候普尔契耐拉被她完全破坏，自此就经常使用古利摩迪等其他傀儡。拥有高超的傀儡操纵技巧。口头禅是「你要给我多少报酬？」。黑賀村的傀儡師，曾受雇暗殺小勝，後來受到小勝雇用，大賺一票後過著揮霍的生活。但他对人生感到无聊，故意让自己陷入各种危险中，用从小胜得来的钱过着怠惰的生活，而在乔治的协助要求下，共同前往撒哈拉沙漠。本来并不想战斗，但是为了一还米歇尔议长的救命之恩，暂时帮助乔治。
撒哈拉沙漠的决战中，屈服于庞泰洛下。之后在放射线研究所再次跟庞泰洛战斗，虽然身负重伤依然不甘示弱。
最后一战发现远处的狙击手傀儡，孤身一人利用胡的特质子弹将打算破坏升空的火箭的傀儡打败，同时身负重伤，在沒有人發現的狀況下靜靜地死去。
阿紫花平馬
英良的义弟。小胜的同班同学。很崇拜哥哥英良。平时身穿的不合身外套是英良心血来潮送他的。小胜刚来黑贺村的时候，两人的关系非常恶劣，不过在傀儡相扑后逐渐变得要好。
亚玻伦活性化时患上ZONAPHA症，不过用爱蕾诺的血治好了。为了支援只身前去战斗的小胜，和琍婕、凉子一起从黑贺村飞去法国。操纵小胜留下的黄金臂拳和幽灵船长跟白银O战斗。黑贺村夏季庆典的时候就对琍婕抱有好感，可是在小胜前往太空站时，为了不打扰他和琍婕而没有去见小胜。故事完结后加入到仲町马戏团。跟凉子组成搭档。
阿紫花菊
英良的义妹。长女，初中三年级学生。说的好听就是很有理性，说的难听就是不近人情，对小胜和朋友之间「无谓」行动毫不理解。然而在经历某件事后也开始变得有人情味。
阿紫花蓮華
英良的义妹。次女，初中二年级学生。在无忧无虑中长大，故此并不会对义父母兄弟敞开心扉，而在遇见小胜后开始变得有人情味。
阿紫花百合
英良的义妹。三女，初中一年级学生。被两位姐姐要求照顾小胜，故此经常跟他接触。很喜欢黑贺村的传统和田园生活，一开始很讨厌小胜，认为他操纵傀儡只是在玩有钱人的游戏。然而随着认识加深，也逐渐理解小胜。

## 中國
梁劍峰（聲：寶龜克壽）
中國武術高手，鳴海的武術師父。本姓白，是傀儡戲世家白家的後裔，亦為Zonapha病患者。
连比普通自动傀儡厉害得多的四大元老庞泰洛都能轻松摔飞，即使对上已经喝过生命之水、克服自动傀儡业报的中国小子，也表现出压倒性的强大，露西尔也特意跪下对其功夫表示敬意。
最讨厌「模仿」这个行为，喜欢依自然本能活着的「真正的」本尊。所以不会为了治愈ZONAPHA症而得到「虚假」永生，拒绝喝下生命之水。用炸药炸毁祖上留传下来的生命之水水泉，笑着为自己「真正」的人生画下句点。
梁明霞（聲：南條愛乃）
剑峰的女儿，鸣海的师姐，香港電影武打明星。母亲在生下她时就去世了。深信鸣海把ZONAPHA症传给父亲，故此很憎恨他，在得知父亲很久以前就患病了才解开这个误会。因为父亲被庞泰洛所杀（确切来说是把庞泰洛卷入自爆中），为了对付敌人而跟鸣海同行。一开始只是觉得鸣海像个弟弟，可是渐渐地把他当成男人。
在撒哈拉决战中说服米歇尔议长，加入「白银」的选拔队伍中。之后跟法娣玛一同对付杂耍兄弟，在苦战中获得胜利。
被罗肯菲尔特所救，成为「白银」跟自动傀儡最终决战中的生还者，之后和鸣海一起被胡叫去，得知自动傀儡没有完全被消灭，然而她选择了女演员的生存道路。不过在亚玻伦活性化后，毫不犹豫地再次参与了战斗。在放射线传染病研究所内败于布洛姆·布洛姆·罗，身受重伤，将一切都怪罪给爱蕾诺中，直到艾莉公主让她看到真相，才把鸣海让给爱蕾诺。
故事结束后跟艾莉成为朋友。还把露西尔称为「第二位母亲」。

## 放射線傳染病研究所
位于美国伊利诺伊州，收容了患有ZONAPHA症的病童。同时在开发ZONAPHA症的特效药。
雷夫·班哈特（聲：寺杣昌紀）
ZONAPHA症的权威。对「白银」不抱好感，在看到鸣海真心为了孩子动怒时才改变看法，认清自己的使命。之后发现Waldheim电磁波能使ZONAPHA症的病原体亚玻伦无效化，并完成了能驱逐体内病原体的机器——哈利。在受到自动傀儡袭击时，将本来往机器内发射的电磁波向外发射，从而构成防卫线。在电源耗尽后，跟其他研究院在赤手空拳下仍死守机器以争取时间，而身负重伤。「哈利」取自贝丝心爱的熊布偶名字。
海蓮（聲：下田麻美）
ZONAPHA症病收容所的護士
湯姆（聲：半場友惠）
收容在ZONAPHA症病房的男孩。在绿城郊外目击到午夜马戏团搭帐篷的场面而患上ZONAPHA症。自己当时那痛苦的样子被闪光灯吉米拍下来，心灵亦因恐惧而闭上，再也不说话。然而在看到鸣海为了ZONAPHA症病房的孩子动了真怒后敞开了心扉，并把闪光灯吉米告诉自己的午夜马戏团目的地转述给鸣海。
貝絲（聲：三浦千幸）
收容在ZONAPHA症病房的女孩。总是抱着熊玩偶哈利。在ZONAPHA症病房被帕尔曼它们袭击时，由于紧张和恐惧使得病情恶化，在达到第三阶段前将哈利交给了鸣海。
馬克（聲：千本木彩花）
收容在ZONAPHA症病房的男孩。

## 午夜馬戲團
午夜馬戲團是一個廣泛流傳於馬戲團業界的傳聞，傳聞中在無人的曠野上，巨大的樂器中會飄出銀色煙霧，午夜馬戲團會一邊跳舞，一邊在銀煙中遊行。實際上它們是以法蘭西奴傀儡為首，在世界各地散播Zonapha病的自動傀儡群，而銀煙是體長不到0.1公厘的蟲型自動傀儡群。它們在沙漠決戰中被白銀擊破，部分成員被收編至白銀O之中。
自動傀儡的外表近似於人類，午夜馬戲團的自動傀儡有部分是白金製造的，部分是法蘭西奴傀儡造出的，它為了增加同伴而開發有類似效果的疑似體液，除法蘭西奴傀儡以外的自動傀儡體內使用的是疑似體液，若不及使補充人血，疑似體液會失去效用，因此所有自動傀儡皆嗜血。中國武術可以用氣震動疑似體液，進而摧毀自動傀儡。
法蘭西奴傀儡（聲：林原惠）
在法蘭西奴死亡後，由白金按照法蘭西奴的形象創造出來，是故事中第一個自動傀儡，也是唯一使用生命之水製造的自動傀儡，它的頭髮是真正的法蘭西奴的頭髮。接著白金創造出「最古四人」和Zonapha病蟲來逗她發笑，但都以失敗告終。法蘭西奴傀儡沒有任何情緒，在白金死後，它率領午夜馬戲團旅行將近一百年，並對此感到「疲累」，希望自己能被消滅，於是它創造冒牌法蘭西奴傀儡來統帥傀儡，而自己則是環遊世界，到日本尋找懸絲傀儡的製造源頭，希望能被分解、消滅。它在旅途中遇見成瀨正二郎，正二郎和安傑莉娜收留了她。她為了保護剛出生的愛蕾諾而落入古井中，遭到生命之水淹沒，在被溶解的最後一刻，她把受驚嚇的愛蕾諾逗笑後，自己也展露出笑容。而法蘭西奴的頭髮也融入生命之水中，進而將法蘭西奴的記憶轉入愛蕾諾之內。
冒牌法蘭西奴傀儡（聲：林原惠）
在1909年被法蘭西奴傀儡製造出來的冒牌傀儡，用以代替法蘭西奴傀儡統帥午夜馬戲團，对没有发现自己的真正身份，听命自己的自动傀儡、和前赴后继的「白银」产生了复杂的感情，理解到真正的法兰西奴傀儡所说的「累了」。在沙漠決戰中說出自己的身分後被鳴海摧毀。

### 四大元老
是白金為了讓法蘭西奴傀儡發笑而製造的自動傀儡，是最早的一批自動傀儡，各個實力強悍。它們統帥午夜馬戲團，四處尋找生命之水，認為這麼做可以讓自動傀儡變成人類，並因此懂得法蘭西奴傀儡的心理，進而使它發笑。在沙漠決戰後，除了德托勒以外的三位被無臉司令收編入新午夜馬戲團，藉以取樂。三位在見到愛蕾諾後認定它是法蘭西奴，並聽從她的指示，沒有傷害人類。
龐泰洛（聲：中田讓治）
自稱四大元老中最強的一位，它的「深綠之手」無堅不摧。在沙漠決戰中，它遭到鳴海摧毀，後被無臉司令修好。通过跟阿紫花交战、跟法安对话，思考方式也改变了。之後龐泰洛依據指示，暫時與人類站在同一陣線，在得到了愛蕾諾的命令後，它歡欣地對抗赫雷昆並遭到破壞。但它對抗赫雷昆時將它的角半毀，這成為鳴海得以取勝的原因之一。头部被阿尔莱奇回收后，被告知爱蕾诺終於露出了笑容之时，雖已是残骸但臉上也浮现出满足的笑容。
阿爾萊奇（聲：福山潤）
彈奏魯特琴的樂師。因为持续对自己的身体进行改造，所以「气」对它并没有效果。拥有能够从指尖、四肢和肩膀等部位发射強韌線並加以引燃的「绯色之手」。第一个出现在鸣海前面的四大元老，对他很感兴趣。认为不死的「白银」很丑陋，不过在撒哈拉一战中败给鸣海了。後被無臉司令修好，並遵照愛蕾諾的指示保護了涼子，暫時與人類站在同一陣線，在得到了愛蕾諾的命令後，它歡欣地對抗布利蓋勒，並敗給它射出的飛彈。之後拖著半殘的身體持續追隨愛蕾諾，在看到愛蕾諾接受了鳴海的告白並露出笑容後，它認為自己達成使命並停止機能。
可蘿碧（聲：悠木碧）
四大元老中唯一擁有女性外型的傀儡，能操控Zonapha病蟲。對人類的感情有興趣，渴望與男性人類談戀愛，並希望能有男人緊抱自己。它在沙漠決戰中被汀巴巴狄的捨身攻擊摧毀。之後被無臉司令轉移到體型較小的傀儡中，它旁觀了多場小勝與對手的戰鬥，小勝在某次戰鬥中保護了可蘿碧並抱住了它，便決定為小勝而戰，而在過程中，它也逐漸體會何謂人類的愛。可蘿碧在最終戰中對上蒂瑪迪娜，它放棄了給蒂瑪迪娜的致命一擊，轉而協助小勝脫險，導致自己被蒂瑪迪娜炸毀。在小勝找到可蘿碧並緊抱毀壞的它之後，可蘿碧感到非常高興，它實現了願望並停止機能。
德托勒（聲：大友龍三郎）
對人類的味覺感興趣。设定有必杀技「绀碧之手」，但未使用過就戰敗了，它在露西爾的計策下自取滅亡。

### 部下
弗萊歐
杀了最早的「白银」之一的玛丽，并将妲妮雅当人质来引出露西尔。
四大元老和露西尔都认为它是个蠢材，不过还是有相当的实力，可是在给露西尔致命一击前就被前来支援的鸣海破坏掉。
機槍傀儡
身体内藏多种枪械的自动傀儡的总称。作品里多次登场。
虽然有各种设计和性能差异，不过总的来说还是属于比较低级的自动傀儡。
自爆傀儡
身体内藏炸弹的自杀式傀儡。受到冲击或者斩击就会爆炸，而徒手攻击则没问题。被斩后和爆炸之间存在着些许的时间差，而像露西尔这种「白银」老手可以抓住这转眼即逝的时间阻止其爆炸。
阿普恰
为了研究「笑」的方法而负责潜入人类中的自动傀儡。
受到法兰西奴傀儡对人类拥有的价值观差异有所疑问的言论所影响，而打算冒充高贵的人类，并将此时得到的感情传达给法兰西奴傀儡。
左手藏着伸缩自如的大剪子，而右手则可发射火焰。潜伏在罗恩休丹大公国的侯爵家仓库里，并对身体孱弱的裘丹侯爵吐露生命之水的秘密，以此来利用他，在艾莉公主长大到跟自己一样高前一直担任他的女仆。
登场时全身包着绷带，而为了冒充艾莉还把自己的样子整得跟她一样。临死前因裘丹侯爵發自內心的舉動而感化，對自身發出了最終質問的同時亦誕生了「感情」，然後和裘丹侯爵一同葬身火海。
帕爾曼（聲：岩崎征實）
袭击美国伊利诺伊州放射线传染病研究所的自动傀儡集团的首领。有着硕大的下巴，身穿正装。部下称呼其为「帕尔曼老师」。
跟安泽姆斯搭档战斗，采用连续攻击和狡猾的战术，强得连鸣海也身负重伤。头可以取下来，露出跟安泽姆斯的牙齿一样坚硬的利刃，能够轻松毁掉使用强化的钼合金所制的神秘之球。另外身体内也藏有武器。不过最后还是被鸣海打败。在临死前首次体验到恐怖感，并在鸣海身上看到了恶魔。
安澤姆斯（聲：岩崎征實）
由帕尔曼拿着，有着异常的长臂，像是个腹语术人偶的自动傀儡。牙齿跟钻石一样硬，是它的强力武器，连圣乔治之剑也咬得断。另外身体内也藏有武器。
被帕尔曼的学生们称呼为「安泽姆斯先生」。而跟帕尔曼说话有时会很粗鲁，好像有着相同的等级。
和帕尔曼一起被鸣海打败，在临死前自嘲是个「没用的小丑」，并指出鸣海跟自己一样。
超級小丑（聲：勝杏里）
虫型自动傀儡的首领。样子像是个肥胖的小丑。命令虫型自动傀儡攻击鸣海他们乘坐的飞机，但是被奇欺骗，而在近距离下被机炮扫射。最后打算跟飞机同归于尽，却被奇阻止。
中國小子
中国人样子的傀儡。拥有高超的战斗力，可是却是个不管敌我都会攻击的疯狂家伙，所以一开始出场的时候被锁链五花大绑。不过很听四大元老的话。喝下了生命之水后，从自动傀儡的业报（黄金定律）解放。最后被回复自我的鸣海破坏。
長腳小丑號
有着小丑脸的火车型自动傀儡。本是作为撒哈拉里傀儡们的逃生工具，之后被胡改造，用作鸣海一行的交通工具。前端带有钻头，在地底也能前进。最後在傀儡的攻擊之下仍把鳴海等人搭乘的火車送到太空站，之後因受損嚴重而停止運作。
烏鴉
体内装着镜头，负责收集情报和传言的自动傀儡。

## 新生午夜馬戲團
故事的最終反派勢力。
白金／汀·麥斯特／才賀貞義／無臉司令（聲：古川登志夫）
故事的最終反派，他具有四個身分，1824年，衰老的白金強行擄走一個白家男童，以生命之水轉入自己的記憶，1825年，他在基伯龍遇見安潔莉娜，並自稱汀‧麥斯特，他愛上安潔莉娜，卻在之後得知安潔莉娜與正二結婚的消息，便於1869年前去日本，被才賀正二收為養子，並被命名為才賀貞義。他擔任中間人，將正二製造的懸絲傀儡送到白銀的本部。之後他在1909年離開日本，以無臉司令的身分創立白銀O部隊。1945年，他遇見愛蕾諾，並偽裝成才賀正二對她洗腦，為得是讓自己的記憶轉移到小勝之後，能與愛蕾諾雙宿雙飛，但他的計畫被正二阻撓，黑賀村的傀儡師暗殺貞義未遂。後來他表露出自己的所有身分，並開始施行計畫，讓全世界都染上Zonapha病。之后在太空站跟小胜对峙，小胜的言行让他回想起自己身為白金時的初衷，他還感覺到小胜就像是自己的弟弟一般。最后告诉小胜治疗ZONAPHA症、以及返回地球的方法。最後，他对逝去的兄長懺悔，怀抱葛利芬跟太空站一起墜落地球。

### 最後四人
白金制作的最先进的四具傀儡，有如白金的左右手。
赫雷昆（聲：三宅健太）
經常以各種不重要的東西發誓，能操控雷電、風雨等天氣，但他刻意讓人誤會自己只能製造雷電。它在看了許多以法蘭西奴傀儡為藍本創作的作品後，自以為愛上了與法蘭西奴傀儡長相相同的愛蕾諾。它最終敗給鳴海和愛蕾諾，遭到毀壞。
隊長·戈萊亞諾（聲：佐藤健輔）
隊長，自認為具有亞拉岡王族血統，以劍為武器。在最終戰裡敗給小勝，遭到破壞。
布利蓋勒·卡布喬·達·瓦爾·布連巴那（聲：陶山章央）
嗜好是研究格鬥技，它的功夫強到足以匹敵鳴海，但它在與阿爾萊奇的對戰中嘗到了使用武器殺死對手的快感，間接導致它敗給鳴海。
蒂瑪迪娜（聲：金井美香）
喜歡寶石、洋裝等漂亮的東西，也喜歡自己的身體。它希望證明無臉司令對自己的愛，並向他提問，遭到他拒絕後捅了無臉司令一刀，遭到他分解破壞。它一昧向無臉司令尋求愛意的行為，讓無臉司令發現自己追求法蘭西奴的行為與它無異。

### 新型自動傀儡
由跟「白银」的最后决战后残存下来的自动傀儡，由白金换成新型机体、以及新制作出来的所组成。
閃光燈吉米（聲：坂本君衛）
有四只手的胖子摄影师，新生午夜马戏团团长。很介意自己原先是个低级傀儡。兴趣是拍摄各种风景，和受ZONAPHA症折磨的人们，还会为作品命名。威胁三牛父子，让他俩当间谍，然而最终被三牛父子用沾有爱蕾诺血液的刀所刺，和他俩一起掉下火车。
席爾維斯特
擅长拔刀术，是自动傀儡中享负盛名的剑士。右手和体内都藏有刀剑。从午夜马戏团时代就一直潜伏在巴黎，和阿普恰一样在人类社会里研究「笑」。每年5月都会遇上在庆典上卖铃兰的少女，自此经常都会对「人类为什么要群聚在一起」产生疑问，而被其它自动傀儡评价为「哲学家」。连庞泰洛和阿尔莱奇都被它击败，然而还是不敌继承了正二剑术和单手就可以操纵傀儡的小胜。它在與小勝的對戰中發現「人類是會持續進化的」，但自動傀儡卻不能。
布洛姆·布洛姆·羅（聲：佐藤健輔）
「哈利」争夺部队的队长。像是个小丑装扮的青蛙，对人类束手无策的绝望导致的「极限状态」很有兴趣。可以从体内生产出秋千，并以此进行空中攻击。身体是由数个珠子组成，可以分散鸣海拳法所带来的冲击。但是由于对明霞造成濒死的重伤，被愤怒的鸣海打败。设计是从读者中募集而来的。
道格爾·拉歐（聲：山内健嗣）
马戏团驯兽师装扮的中年男子。以血肉合成、赋予机械骨骼、再加上野生动物脑袋来制造出「幻兽」。彼斯特也是它的实验品。对比自己更能驯服野兽的琍婕抱有自卑感。最后被琍婕率领的「失败作」幻兽破坏。
狂野的牛仔珍妮（聲：雞冠井美智子）
有四只手，身穿牛仔服，背着来福枪，额头上还有个苹果图案。在美国散播了大量ZONAPHA症。特技是射击和飞刀。最后被葳璐玛用沾有爱蕾诺血液的飞刀射中额头，就此被破坏。
蜘蛛女（聲：岡田惠）
上半身是穿着礼服的贵妇，下半身则是巨大的蜘蛛。不知为何外表跟仲町的老婆房江一模一样。在火车上跟仲町父子交战，被他们用马戏团的技艺打败。
格利波／葛利芬（聲：永澤菜教）
以虚构的幻兽格里芬为原型，可以飞天，是无脸司令（贞义）为了预防转送后却没有完全觉醒而留下来的小型自动傀儡。被无脸司令抛弃并分解后，小胜将它修理好，于是就把小胜当主人了。最后因为不忍心让无脸司令孤单一个留在太空站，于是留下来陪他，一同坠落地球。

### O
為無臉司令在白銀O的基礎上更加強化的白銀，成員全部或至少大部分都是克羅格村的倖存者，因為恐懼變的衰老而自願加入無臉司令一方被改造。全身都是人造肌肉和機械裝置，並以轉送的方式輸入人類的記憶和性格，他們的本體保存在法國，在小勝與可蘿碧遭到O追殺的期間，可蘿碧開啟了保存本體的膠囊，讓這些本體自取滅亡。
奈亞·絲蒂爾（聲：木下紗華）
原本是白銀O的司令官，在白銀與真夜馬戲團的決戰中第一個戰死，但這只是假象。後繼續擔任O的司令官。兩百年前克羅格村的倖存者之一。在與傀儡不斷戰鬥中的過程對於衰老產生了恐懼，此時被無臉司令吸收進他的計畫，並深信自己是無臉司令重要的人。在小勝出現後深深的嫉妒他，認為他搶走了自己「重要的人」的地位，因而不顧無臉司令的命令，率領所有的O追殺小勝和可羅碧，卻在存放膠囊的地方看到自己被可羅碧放出來的真身而崩潰，最後被小勝所殺。
卡爾·休那吉
率領傀儡支援部隊前往支援對放射線傳染病研究所的攻擊，操縱「驚奇之球」做攻擊，威力比喬治·拉羅修的「神祕之球」還大上三倍多。
認為人類污染了這個世界，因此要殺死所有人類以淨化整個地球，與把守研究所大門的喬治激戰，前面一度擁有壓倒性的優勢，但在喬治抱持著與孩子們的約定，超越自己的極限後，被打敗而死。

## 故事開端人物
白銀／傑柯普·因（聲：關智一）
白金的哥哥，1756年生於中國的傀儡戲世家，為了造出更精妙的傀儡，和弟弟一起接觸煉丹術，並遠赴布拉格學習煉金術。他在認識法蘭西奴後發現自己的自私，同時被法蘭西奴的大愛感動，向法蘭西奴示愛。9年间拼命尋找法蘭西奴，终于在克罗格村找到白金和法兰西奴，而这时法兰西奴已经病入膏肓。为了救法兰西奴，白银拼命研究，终于成功制造出柔石，而法兰西奴却在表达对他的谢意后自杀了。失魂落魄的白银在世界流浪，以「杰柯普·因」的假名来到日本，并遇上正二郎。二人共同制作了丑角，白银得到正二郎为他起的新名字（日文读法的白银），之后离开了日本。
回到克罗格村的白银，发现村子已经被毁，而残存的村民也受ZONAPHA症折磨。為了摧毀自動傀儡，他在克羅格村投井自盡並製造出生命之水，讓飲水者繼承自己的記憶、技術和摧毀自動傀儡的意志。
白金（聲：古川登志夫、金田愛（少年時期））
1758年出生，和哥哥一起遠赴布拉格學習煉金術，在白銀與法蘭西奴成婚後，出於忌妒將法蘭西奴綁走。在法蘭西奴死後，花了23年時間製造出法蘭西奴傀儡，但在意識到它並不是真正的法蘭西奴後便離去，他在56歲回到故鄉，本欲投河自盡，但他發現可以利用生命之水轉移記憶，因此便將自己的記憶轉移到某個白家的男童身上。
法蘭西奴（聲：林原惠）
在布拉格街頭兜售蘋果的美少女，她總是不顧自己飢腸轆轆，四處接濟窮苦人家，曾為了素不相識的孤兒偷了一顆雞蛋，犯下竊盜罪，因此在街坊間的名聲非常差，但被貧民視為天使。她在被白金綁架後，因患傳染病而遭到村民囚禁，之後自焚而死。她在死前向白銀表示兩人終有一天會再見面，而屆時她將會冷漠、傲慢且緊閉心扉。
法蘭西奴、法蘭西奴傀儡、冒牌法蘭西奴傀儡、安傑莉娜、安傑莉娜傀儡和才賀愛蕾諾有著相同的相貌。

## 其他登場人物
雪倫·蒙佛路（聲：半場友惠）
法国卡纳克的女教师。和学生们一同被自动傀儡弗莱欧袭击时，因恐惧而动弹不得，被「白银」塔尼亚斥责，后为了保护孩子们身受重伤而死。不过，鸣海让她喝下自己的血（确切来说是当中所含的生命之水），故此复活了。
无脸司令令ZONAPHA症活性化时，因为喝了鸣海的血故此并没有患上ZONAPHA症。还把法国各地患了ZONAPHA症的人送到屋内，并遇上了要和爱蕾诺他们会合而前往罗恩休丹大公国的小胜和葛利芬。在小胜填饱肚子期间，告诉他没有患ZONAPHA症的理由。小胜从中得知鸣海成为了「白银」，依然活着，不禁流下欣喜的泪水。之后还带小胜去修好杰克，并让他向鸣海转述「下次你一定也可以得救」。
艾莉
羅恩休丹大公國的公主，在被阿普加襲擊時被鳴海所救，並認識了奇和路西爾，和鳴海道別前向他告白。可是被告知鸣海有位“想让她笑起来”的女性后暂时放弃了对鸣海的追求。
终盘时期被胡拉拢，为最后没有感染ZONAPHA症的幸存者们提供住所与基地。在基地中是为数不多理解爱蕾诺的人，主动与爱蕾诺搭话以示友好。同时也是她最后开化了明霞对爱蕾诺的愤恨，使两人和解。
故事完结后成为国家栋梁，帮助父亲使国家更加繁荣。与明霞成为好友。

## 懸絲傀儡
丑角（使用者：安傑莉娜→愛蕾諾）
由白银制作出来的第一具的悬丝傀儡。全身缠着黑衣，头部插着白色羽毛。是所有悬丝傀儡的原型，并以此衍生出各式各样的版本。也制作了很多复制品，来给新人练习操纵傀儡。原始版在露西尔让安杰莉娜离开裘贝隆时交给了她，而在安杰莉娜死后就由正二保管，并交给了女儿爱蕾诺继续使用。
招式有让腰部的齿轮咬合产生变化，使上半身高速旋转，破坏敌人的「回旋」（虎乱）、将手臂作活塞运动贯穿敌人的「炎之矢」、把头上的装饰羽毛伸长封住对手行动的「羽之舞蹈」、和右臂内藏的大刀「圣乔治之剑」。
爱蕾诺操纵的原始版丑角的左臂，在安杰莉娜为了救奇的时候被破坏，而奇则把它接在了鸣海的左手上。左臂跟右臂一样内藏大刀「圣乔治之剑」。另外，为了代替失去的左臂，原始版丑角右手拿着奥林匹雅断掉的手臂當武器使用。
基本上是由爱蕾诺所操纵，不过也经常会看到小胜操纵的场面。
名字来自法语的小丑（arlequin）。
奧林匹雅（使用者：奇）
身上有着一对翅膀和两对手。样子就像是圣母一样。指尖有针头、手肘有利刃、脚跟有螺旋刺、背后的翅膀也有各种机关。在明治时代破坏过200具自动傀儡，使得奇在「午夜马戏团」中也声名大噪。
招式有将针头刺入自动傀儡内，吸干疑似体液的「圣母之拥抱」、和让身体旋转，用手肘的利刃斩开敌人的「破坏轮舞曲」。另外，背上的翅膀能够飞行，使用专用的引擎可以在空中高速移动。因為在奇和安潔莉娜戰鬥前後臉是一樣的，推測脸是根据安傑莉娜而制作的。(雖然看起來不像，但奇死前叫的媽媽應該是指安傑莉娜)
安傑莉娜傀儡（使用者：露西爾）
为了代替身怀柔石被当自动傀儡诱饵却不知所蹤的安杰莉娜，露西尔制作出来的悬丝傀儡。样貌就不用说了，就连眼珠也跟真的一样，也可以说话，所以多年来一直都没有被自动傀儡识破是假货。在撒哈拉的最终战中再次被拿来用，由于安杰莉娜跟法兰西奴傀儡别无两样，利用自动傀儡对法兰西奴傀儡的忠诚心，一声令下，包括四大元老在内的所有自动傀儡都动弹不得。最后被庞泰洛和阿尔莱奇破坏掉。
丑角（完全版）（使用者：無臉司令）
无脸司令制作、跟白银的同名與同造型的悬丝傀儡。不同的是全身缠着白衣，头部插着黑色羽毛，双手双脚均装备着「圣乔治之剑」，也能做出「回旋」。无脸司令充满自信地认为「比哥哥（白银）做的更厉害」。
黃金臂拳（使用者：無臉司令→才賀勝→阿紫花平馬）
无脸司令制作来留给自己的三具悬丝傀儡之一。非常巨大且坚固，不过操纵起来也需要很大的力气，力量不够的人勉强操纵一下就会让提线蹦断。必杀技是用喷射器加速出拳。平马用来跟布利盖勒战斗时被完全破坏掉。
幽靈船長（使用者：無臉司令→才賀勝）
无脸司令制作来留给自己的三具悬丝傀儡之一。形似骷髅海贼。除了用双手的剑攻击，背后还藏着四把剑。有「水上型态」和「水中型态」，分别可以在水面上、水里战斗。小胜第一次用时的感想是「轻飘飘的不好控制」。
傑克南瓜怪（使用者：無臉司令→才賀勝）
无脸司令制作来留给自己的三具悬丝傀儡之一。是具万圣节南瓜头的傀儡，小名「杰克」。在巨镰刀刃的另一头是扫帚，高速旋转的话能够在空中飞翔。另外，双脚可以变形成手。因为容易操纵而且可以飞，所以小胜经常用来跟新生午夜马戏团战斗。必杀技除了火箭弹，还有削铁如泥的超高速振动镰刀「死神镰刀」，以及能够自由调整粘性和硬化速度的「深红泡泡」。
最后和无脸司令的丑角一起被太空站阿尔法的推进器破坏。